# NGC 6604
NGC 6604 is een open sterrenhoop in het sterrenbeeld Slang. Het hemelobject werd op 15 juli 1784 ontdekt door de Duits-Britse astronoom William Herschel.

## Synoniemen
- OCL 56